# Miller Nunatak
Miller Nunatak är en nunatak i Antarktis. Den ligger i Östantarktis. Nya Zeeland gör anspråk på området. Toppen på Miller Nunatak är 838 meter över havet, eller 186 meter över den omgivande terrängen. Bredden vid basen är 2,8 km.
Terrängen runt Miller Nunatak är varierad. Trakten är obefolkad. Det finns inga samhällen i närheten. 